# كاميل لاوس
كاميل لاوس (من مواليد 23 مايو 1993) هي لاعبة ألعاب قوي متخصصة عداءة بلجيكية. شاركت في الفريق الوطني الذي احتل المركز الخامس في سباق 4 × 400 متر تتابع للسيدات في بطولة العالم 2019، محققة الرقم القياسي البلجيكي 3:26.58 ثانية في التصفيات. كما تنافست لاوس في سباق 4 × 400 متر تتابع مختلط في سباق 4 × 400 متر تتابع مختلط، حيث احتل الفريق البلجيكي المركز السادس بزمن قياسي وطني بلغ 3:14.22 ثانية.
في عام 2024 شاركت في سباقات التتابع في بطولة العالم لألعاب القوى في جزر الباهاما، كانت ضمن الفرق التي تأهلت بلجيكا لسباق التتابع المختلط 4 × 400 متر وسباق التتابع 4 × 400 متر للسيدات في دورة الألعاب الأولمبية الصيفية 2024 في باريس، فرنسا.  وفي وقت لاحق من نفس العام، كانت ضمن فريق التتابع البلجيكي للسيدات في سباق 4 × 400 متر الذي فاز بالميدالية البرونزية في بطولة أوروبا لألعاب القوى بعد أن قادت الفريق إلى الجولة الأولى من المسابقة.
أفضل رقم شخصي لها في سباق 400 متر هو 51.49 ثانية حققته في عام 2018.